# Minicoy
Minicoy is een census town op het gelijknamige eiland Minicoy, behorende bij het Indiase unieterritorium Laccadiven.

## Demografie
Volgens de Indiase volkstelling van 2001 wonen er 9495 mensen in Minicoy, waarvan 49% mannelijk en 51% vrouwelijk is. De plaats heeft een alfabetiseringsgraad van 82%.